# Johannes Enders
Johannes Stefan Enders (Weilheim in Oberbayern, 12 maggio 1967) è un sassofonista tedesco.

## Biografia
Negli anni ottanta, Enders iniziò a suonare nella Orchestra del Conservatorio della sua città natale. Assieme ai suoi amici Micha e Markus Acher, fondò la sua prima band.
Finiti gli studi liceali, frequentò il conservatorio di Monaco di Baviera e poi l'Università della Musica e dell'Arte Drammatica di Graz. Nel 1990, venne raccomandato da Reggie Workman (ex-bassista di John Coltrane) all'Accademia di Arti Libere della New School di New York: qui seguì le lezioni di Lee Konitz, Branford Marsalis, Donald Byrd, Kenny Werner, Jimmy Cobb e Jim Hall e incontrò Dave Liebman e Jerry Bergonzi.
Nel 1992, si recò in Sudafrica, dove registra Reflections of South Africa con l'Hilton Schilder Trio. Quindi torna in Germania, dove continua a suonare con i fratelli Acher, con Andreas Gerth e con Gaspare Brandner e Ulrich Wangenheim, con i quali formò il Tied & Tickled Trio. Nel 1993, fondò gli Scalesenders assieme a Martin Scales (chitarra), Patrick Scales (basso elettrico), Stefan Schmid (pianoforte) e Falk Willis (batteria). Nello stesso anno, arrivò in finale al "Concorso Thelonious Monk".
Nel 1996, fondò assieme a Rebekka Bakken, Wolfgang Haffner e Joo Kraus il proprio quartetto, l'Enders Room: la formazione, un progetto elektrojazz, si è rivelata ricca di contenuti e di successo, nella tradizione di Bugge Wesseltoft o The Cinematic Orchestra.
Dal 2008, è docente di sassofono presso l'Università della Musica e del Teatro di Lipsia.

## Discografia

### Individuali e collaborazioni
- 1989 – Schönberg Improvations (con Harry Pepl; Polygram Records)[2]
- 1992 – Reflections of South Africa (con Hilton Schilder, Basil Moses e Kevin Gibson; Jazz4ever)[2]
- 1998 – Trio Impossible (con Tony Scherr, Falk Willis; Jazz4ever)
- 2004 – Soprano (con Oliver Kent, Henning Sieverts e John Hollenbeck)
- 2007 – Dome (con Nils Petter Molvær, Ulrich Wangenheim, Ralf Schmidt, Saam Schlamminger, John Hollenbeck; Sunny Moon)[3]
- 2010 – Divertimento für Tenor Saxophon und kleines Ensemble (con Carl Oesterhelt)[4]
- 2010 – Live in New York (Johannes Enders Quartett feat. Don Friedman)
- 2011 – Billy Rubin (Enja Records)

### Con gliScalesenders
- 1993 – This and more (Edition Collage)[2]

### Con l'Enders Room
- 1996 – Home Ground (come Enders Quartet; Enja Records)[2]
- 1998 – Bright Nights (come Enders Quintet, con Ingrid Jensen e George Colligan; Enja Records)[2]
- 2000 – Quiet Fire (come Enders Quintet, con Vincent Herring, Roberto Di Gioia, Marc Abrams e Rick Hollander; Enja Records)[5]
- 2002 – Monolith
- 2004 – Human Radio
- 2006 – Hotel Alba[6]
- 2008 – Human Radio

### Con ilTied & Tickled Trio
- 1998 – Tied + Tickled Trio
- 2002 – Observing Systems